# Министерство на финансите на България
Министерството на финансите (МФ) е българска държавна институция с ранг на министерство, която отговаря за формулирането и приложението на бюджета и на фискалната и финансова политика на България. То е сред първите 6 български министерства, създадени на 5 юли 1879 г. (стар стил).
Централната администрация на министерството се намира в сграда на улица „Г. С. Раковски“ № 102 в София.

## История
Министерството на финансите започва да функционира от 5 юли 1879 г., когато с Указ №1 княз Александър I Батенберг сформира Първото правителство на България. За първи министър на финансите е назначен Григор Начович. Подготвя и ръководи финансово-стопанските въпроси на държавата чрез изготвяне на държавни бюджети, управлява, организира и контролира дъжавните данъци, мита и налози. На непосредствено подчинение на МФ са териториалните данъчни и акцизни управления и митнически служби. През 1885 г. към МФ се създава „Отделение за държавните дългове“ (от 1912 г. автономно учреждение – ГДДГДД).
Преобразува се с Указ № 59 от 1 февруари 1957 г., чрез сливането на Министерството на финансите (МФ) и Комисията за държавен контрол, в Министерство на финансите и държавния контрол. С излизането на закона за държавния контрол през 1958 г. министерството получава задача да следи за изпълнението на законите и нарежданията на Министерския съвет. За тази цел се създават държавен контрольор, заместник-държавен контрольор, старши държавен контрольор и завеждащ група. С указ № 203 от 16 март 1950 г. министерството отново е реорганизирано, като на негово място отново се появяват МФ и Комисия за държавен контрол.
С Указ № 2656 от 19 август 1987 г. финансовото министерство се закрива, а функциите му поема Министерство на икономиката и планирането. На 20 ноември 1989 г. (С Указ № 2556) МИП се закрива и на неговото място е възстановено старото – Министерство на финансите.

## Структура
- Дирекция „Бюджет“
- Дирекция „Връзки с обществеността и протокол“
- Дирекция „Вътрешен контрол“
- Дирекция „Вътрешен одит“
- Дирекция „Данъчна политика“
- Дирекция „Държавен дълг и финансови пазари“
- Дирекция „Държавни помощи и реален сектор“
- Дирекция „Държавни разходи“
- Дирекция „Държавно съкровище“
- Дирекция „Икономическа и финансова политика“
- Дирекция „Информационни системи“
- Дирекция „Международни финансови институции и сътрудничество“
- Дирекция „Национален фонд“
- Дирекция „Правна“
- Дирекция „Съдебна защита"
- Дирекция „Финанси и управление на собствеността“
- Дирекция „Финанси на общините“
- Дирекция „Централно звено за финансиране и договаряне“
- Дирекция „Човешки ресурси и административно обслужване“

## Ресорни агенции и комисии
- Агенция за държавна финансова инспекция
- Агенция „Митници“
- Агенция по обществени поръчки
- Изпълнителна агенция „Одит на средствата от ЕС“
- Национална агенция за приходите

## Предприятия, собственост на министерството
- Българска банка за развитие е собственост на Министерството на финансите. Тя е 99,99% държавна собственост. Предлага износно финансиране и финансиране за малки и средни предприятия, и за земеделски производители. Играе ролята на износно-вносна банка на България.